# 베아트리스 자네라투 주앙
베아트리스 자네라투 주앙(포르투갈어: Beatriz Zaneratto João, 1993년 12월 17일 ~ )은 베아트리스(Beatriz) 또는 비아(Bia)라는 이름으로 알려져 있는 브라질의 여자 축구 선수이다. 포지션은 미드필더, 공격수이며, 현재 대한민국 WK리그의 인천 현대제철 레드엔젤스에서 활동하고 있다. WK리그 등록명은 비야이다.